# Pompstation Soestduinen
Het vroegere Pompstation aan de Van Weerden Poelmanweg 2 is een rijksmonument in Soestduinen in de gemeente Soest in de provincie Utrecht.

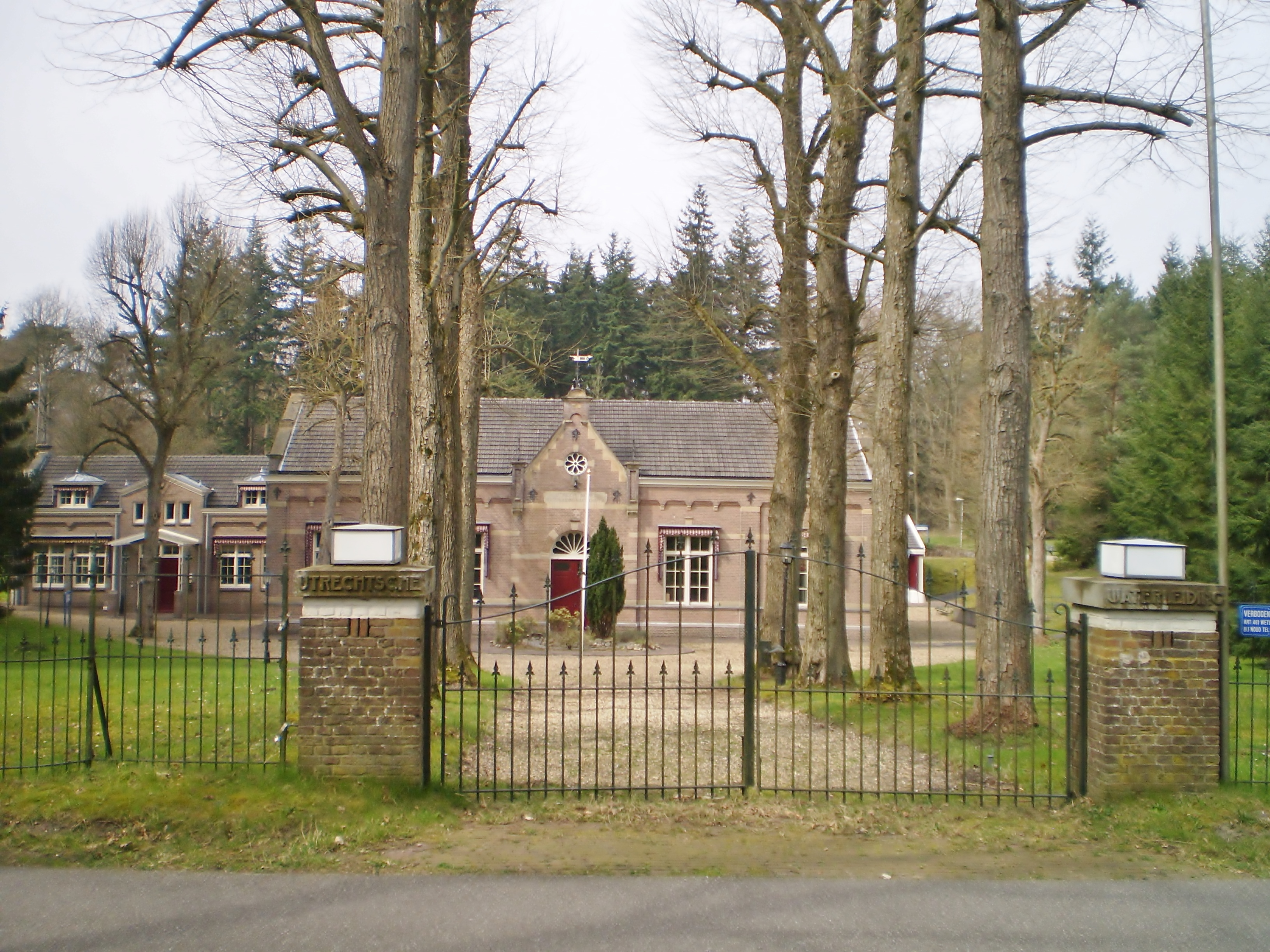
Toegangspad

Opdrachtgever voor de bouw in 1902 was de Utrechtse Waterleiding Maatschappij in Utrecht. Omstreeks 1886 was reeds een waterleiding gelegd van Soestduinen naar de stad Utrecht. Voor die tijd werden open waterbassins gebruikt, maar omdat die bloot stonden aan allerlei invloeden van buitenaf raakte dat water gemakkelijk besmet met ongedierte. Om dit op te lossen werden in eerste instantie zandfilters geplaatst. Dat bleek echter niet voldoende. Bij aanvang of in eerste jaren werd er al een pompstation in gebruik gesteld bij de bron.
Het onderhavige pompgebouw staat een stuk lager dan de straat doordat de grond afgegraven is om dichter bij het grondwater te komen. In het nieuwe pompstation werd een vacuümpomp geplaatst om aan de gestegen vraag naar drinkwater te voldoen.
Het voorste deel van het gebouw was de machinekamer met een stoommachine. Deze werd in de jaren zeventig van de twintigste eeuw verkocht; de schoorsteen verdween na de Tweede Wereldoorlog. Achter in het gebouw was het ketelhuis. In de jaren veertig werden een waslokaal en een schaftlokaal bijgebouwd. In 1986 liet Waterleiding Maatschappij Midden Nederland een renovatie uitvoeren. Het complex werd daarbij geschikt gemaakt als museum en ontvangstruimte. Het districtskantoor werd aan de linkerzijde bijgebouwd.

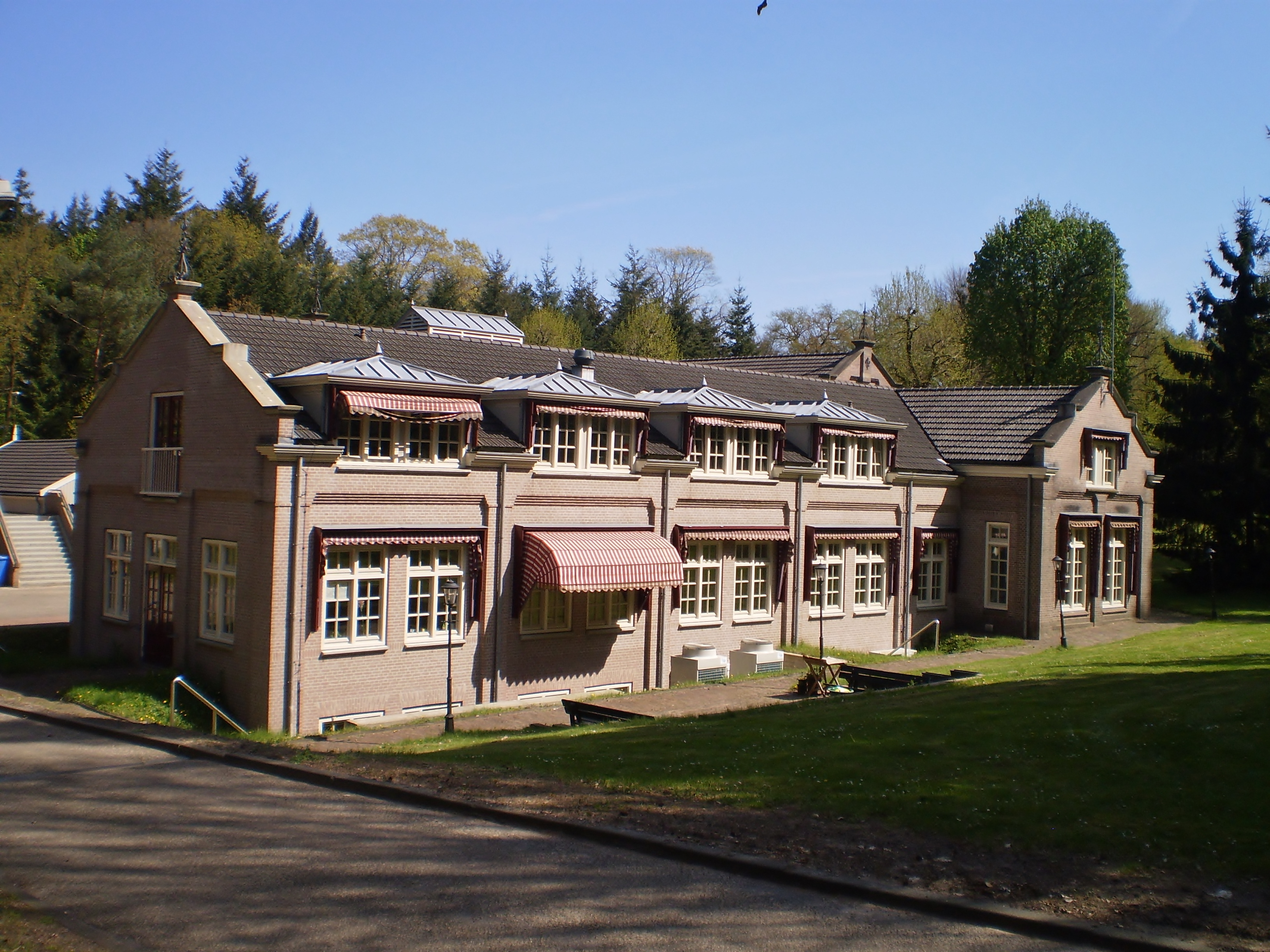
Achterzijde van het pompstation

Het gebouw is bereikbaar door twee stenen pijlers in een ijzeren spijlenhek. Het heeft een T-vormige plattegrond en staat evenwijdig aan de weg. In het midden van de symmetrische voorgevel bevindt zich de hoofdingang. Boven de deur is een rozetvenster. Aan de achtergevel is de kolenloods gebouwd. In de machinekamer zijn de windketel, vacuümvat en een stel H-balken met kraan en katrollen bewaard gebleven. Aan het ketelhuis vast is een installatie om de uitlaatrook te hergebruiken voor opwarming van het ketelwater. De opgestelde dieselmachine kan nog in werking gesteld worden.